# Tina Svensson
Tina Svensson Grønlund (Levanger, 16 de noviembre de 1966) es una exfutbolista noruega que se desempeñaba como defensa central. Representó a Noruega de 1990 a 1996 y se consagró campeona del mundo en Suecia 95.

## Biografía
De adolescente fue una patinadora prometedora y en 1985 obtuvo el 7º lugar en el Campeonato Noruego Junior de patinaje de velocidad. En la misma temporada, también participó en los campeonatos de sprint senior y finalizó en el 12º puesto.
Es tía de la también futbolista, Jonas Svensson, quien juega para el AZ Alkmaar de los Países Bajos.

## Carrera
Debutó en la primera del Verdal Idrettslag en 1983 y jugó allí dos temporadas. En 1985 se unió al Asker Fotball, aquí ganó la liga varias veces, la copa y se retiró en 1996.

## Selección nacional
En 1990 Even Pellerud la convocó a la selección por vez primera y debutó contra x. En total jugó 57 partidos y anotó 11 goles.
Integró la escuadra que ganó la Eurocopa Femenina 1993 y obtuvo la medalla de bronce en los Juegos Olímpicos de Atlanta 1996.

### Participaciones en Copas del Mundo
En China 91 fue la pateadora de penales y anotó tres, el más importante clasificó a las semifinales.
En Suecia 95 Pellerud la hizo jugar como lateral izquierda.
| Mundial                                 | Sede   | Resultado   | PJ | Goles |
| --------------------------------------- | ------ | ----------- | -- | ----- |
| Copa Mundial Femenina de Fútbol de 1991 | China  | Subcampeona | ?  | 3     |
| Copa Mundial Femenina de Fútbol de 1995 | Suecia | Campeona    | ?  | 1     |

## Palmarés
En 2020 Nidaros la ubicó como la 192, en la lista de los 1000 mejores deportistas noruegos de la historia.
- Campeona de la Eurocopa Femenina de Italia 93.
- Campeona de la Toppserien de 1988, 1989, 1991 y 1992.
- Campeona de la Copa de Noruega Femenina de 1990 y 1991.